# Erebia leonhardi
Erebia leonhardi är en fjärilsart som beskrevs av Hans Fruhstorfer 1918. Erebia leonhardi ingår i släktet Erebia och familjen praktfjärilar. Inga underarter finns listade i Catalogue of Life.